# Tannouyan
Tannouyan, in precedenza denominata Regione delle Cascate (Cascades, in francese) è una delle 17 regioni del Burkina Faso. È stata creata il 2 luglio 2001 con la vecchia denominazione e ribattezzata nel 2025 con il nome di Tannouyan; ha come capitale Banfora.

## Suddivisione amministrative
La regione è suddivisa in 2 province:
- Comoé
- Léraba